# Borgia (serie de televisión)
Borgia (también conocida como Borgia: Faith and Fear) es una serie televisiva histórica francesa-alemana, creada por Tom Fontana y dirigida por Oliver Hirschbiegel. Fue transmitida del 10 de julio de 2011 hasta el 27 de octubre de 2014 por medio de la cadena Canal+ (Francia).
La serie ha contado con la participación invitada de los actores Adam Levy, Tom Wlaschiha, James Faulkner, Iain Glen, John Standing, Rudolf Martin, Marco Calvani, Philip Arditti, Florian Fitz, James Greene, Lorenzo Richelmy, entre otros.
La serie estuvo basada en la familia Borgia y en cómo esta alcanzó el poder y el dominio dentro de la Santa Sede durante el Renacimiento.

## Historia
Es la época de Leonardo da Vinci y Miguel Ángel, de la iluminada creatividad e inmensos logros intelectuales al mismo tiempo que la época de Maquiavelo, la anarquía, la guerra incesante y la depravación. En el corazón de la orden mundial se encuentra la Santa Sede, la intermediaria entre los conflictos de los reinos y los imperios. A su cabeza se encuentra el papa Rodrigo Borgia, papa Alejandro VI, un hombre que lucha por el poder y busca alcanzar su objetivo, la Sede de Roma, utilizando cualquier medio a su alcance.
Junto a Rodrigo aparece su amante y la madre de sus cuatro hijos, Vannozza dei Cattanei, su hijo mayor Juan Borgia es un joven orgulloso, un depredador sexual, y sin escrúpulos. Cesare Borgia un joven de fe que se debate entre una mal llevada vocación religiosa (que sigue por órdenes de su padre) y su naturaleza violenta. Lucrezia Borgia una joven que pronto descubre el secreto de la sexualidad y el más pequeño de sus hijos Goffredo Borgia. Junto a Rodrigo vive su nueva amante, la joven y bella Giulia Farnese.

## Personajes

### Personajes principales
| Actor                    | Personaje                          | N.º de episodios | Duración          |
| ------------------------ | ---------------------------------- | ---------------- | ----------------- |
| John Doman               | Rodrigo Borgia, papa Alejandro VI  | 35               | 2011 - 2014       |
| Stanley Weber            | Juan de Borja y Francisco de Borja | 35               | 2011 - 2014       |
| Mark Ryder               | Cesare Borgia                      | 35               | 2011 - 2014       |
| Isolda Dychauk           | Lucrezia Borgia                    | 35               | 2011 - 2014       |
| Adam Misík/Niccolò Besio | Goffredo Borgia                    | 10               | 2011 - 2013, 2014 |
| Assumpta Serna           | Vannozza dei Cattanei              | 32               | 2011 - 2014       |
| Diarmuid Noyes           | Alessandro Farnese                 | 35               | 2011 - 2014       |
| Marta Gastini            | Giulia Farnese                     | 34               | 2011 - 2014       |
| Art Malik                | Francesc Gacet                     | 32               | 2011 - 2014       |
| Scott William Winters    | Cardenal Rafaele Riario-Sansoni    | 22               | 2011 - 2014       |

### Personajes recurrentes
| Actor                 | Personaje                                  | N.º de episodios | Duración    |
| --------------------- | ------------------------------------------ | ---------------- | ----------- |
| Dejan Čukić           | Guiliano Della Rovere                      | 28               | 2011 - 2014 |
| Víctor Schefé         | Johann Burchard                            | 28               | 2011 - 2014 |
| Paul Brennen          | Agapito Geraldini                          | 24               | 2011 - 2014 |
| Michael Fitzgerald    | Cardenal Oliviero Carafa                   | 21               | 2011 - 2014 |
| Karel Dobrý           | Cardenal Giovanni Colonna                  | 19               | 2011 - 2014 |
| Andrew Hawley         | Alfonso D'Este                             | 18               | 2011 - 2014 |
| Alejandro Albarracín  | Alfonso di Calabria                        | 17               | 2013 - 2014 |
| Valentina D'Agostino  | Ángela Borgia Lanzol                       | 16               | 2013 - 2014 |
| Rafael Cebrián        | Soldado Rodrigo Borgia "El Pequeño" Lanzol | 12               | 2013 - 2014 |
| Thibaut Evrard        | Niccolo Machiavelli                        | 12               | 2013 - 2014 |
| Babsie Steger         | Giovanna Farnese                           | 12               | 2013 - 2014 |
| Matt Di Angelo        | Cardenal Francesco Alidosi                 | 11               | 2013 - 2014 |
| Laura Fedorowycz      | Silvia Ruffini                             | 11               | 2013 - 2014 |
| Joseph Beattie        | Luis XII de Francia                        | 9                | 2013 - 2014 |
| Manuel Rubey          | Giovanni Sforza                            | 8                | 2011 - 2014 |
| Vincent Carmichael    | Diego López de Haro                        | 8                | 2011 - 2014 |
| Josef Jelínek         | Cardenal Federico di Sanseverino           | 7                | 2011 - 2014 |
| Antoine Cholet        | Cardenal Georges d'Amboise                 | 7                | 2013 - 2014 |
| Michelle Tate         | Isabella Matuzzi                           | 7                | 2013 - 2014 |
| Paul Rhys             | Leonardo da Vinci                          | 6                | 2011 - 2014 |
| Marek Vasut           | Condotiero Fabrizio Colonna                | 6                | 2011 - 2014 |
| Peter Hosking         | Cardenal Giovanni Savelli                  | 6                | 2011 - 2014 |
| Robert Polo           | Carlo Canale                               | 6                | 2011 - 2014 |
| Javier Godino         | Dionigi di Naldo                           | 6                | 2013 - 2014 |
| Marco Quaglia         | Antonio Giustiniani                        | 6                | 2013 - 2014 |
| Quentin Faure         | Jean de Foix                               | 5                | 2014        |
| Manu Fullola          | Condotiero Vitellozzo Vitelli              | 5                | 2014        |
| Bruno Lastra          | Condotiero Ramiro de Lorqua                | 5                | 2014        |
| Davide Lipari         | Sigismondo D' Este                         | 5                | 2014        |
| Federico Rossi        | Astorre Manfredi                           | 5                | 2014        |
| Mădălina Diana Ghenea | Dorotea Malatesta                          | 5                | 2014        |
| Dave Legeno           | Guidebaldo De Montefeltro                  | 4                | 2011 - 2014 |
| Michael Byrne         | Ercole d'Este                              | 4                | 2014        |
| Marc Pickering        | Ippolito d'Este                            | 4                | 2014        |
| Valerio Morigi        | Teófilo Farina                             | 4                | 2014        |
| Alexandra Oppo        | Isabella d'Este Gonzaga                    | 3                | 2014        |
| Ben Woods             | Aurelio Borgia Matuzzi                     | 3                | 2014        |
| Ferdinand Kingsley    | Giulio d'Este                              | 2                | 2014        |
| Mario Tardon          | Francesco Orsini                           | 2                | 2014        |

### Antiguos personajes principales
| Actor           | Personaje       | N.º de episodios | Duración    |
| --------------- | --------------- | ---------------- | ----------- |
| Christian McKay | Cardenal Sforza | 18               | 2011 - 2013 |
| Stanley Weber   | Juan Borgia     | 13               | 2011 - 2013 |

### Antiguos personajes recurrentes
| Actor                 | Personaje                                 | N.º de episodios | Duración    |
| --------------------- | ----------------------------------------- | ---------------- | ----------- |
| Miroslav Táborský     | Cardenal Giambattista Orsini              | 11               | 2011 - 2013 |
| Sean Campion          | Condotiero Virginio Orsini                | 9                | 2011 - 2013 |
| Andrea Sawatzki       | Adriana De Mila                           | 8                | 2011 - 2013 |
| Predrag Bjelac        | Francesco Piccolomini                     | 7                | 2011 - 2013 |
| Petr Vanek            | Miguel de Corella                         | 6                | 2011 - 2013 |
| Marc Duret            | Cardenal Guillaume Briconnet              | 6                | 2011 - 2013 |
| Richard Southgate     | Marcoantonio Colonna                      | 6                | 2011        |
| Nicolás Belmonte      | Sultán Shahzadeh Djem                     | 6                | 2011        |
| Petr Stafurik         | Cardenal Alfonso Borgia                   | 6                | 2013        |
| Sebastián Urzendowsky | Cardenal Juan Borgia Lanzol               | 6                | 2013        |
| Ondrej Zizka          | Cardenal Gian Borgia da Mila              | 6                | 2013        |
| Josef Badalec         | Cardenal Pedro Luis Borgia Lanzol         | 5                | 2013        |
| Paloma Bloyd          | Princesa Carlotta d'Aragona               | 5                | 2013        |
| Rachel Winters        | Hyeronima Borgia                          | 5                | 2013        |
| John Bradley          | Cardenal Giovanni de Médici               | 5                | 2011        |
| Tereza Vorísková      | Fiametta Michaelis                        | 5                | 2011 - 2013 |
| Eliska Krenková       | Sancia Squillace                          | 4                | 2011 - 2013 |
| Marco Calvani         | Oliverio Carafa                           | 4                | 2011 - 2013 |
| Scott Cleverdon       | Gonzalo Fernández de Córdoba              | 4                | 2011 - 2013 |
| Bohdan Petrovyc Esek  | Cardenal Francesco Borgia                 | 4                | 2013        |
| César Domboy          | Guy de Leval                              | 4                | 2013        |
| Vadim Glowna          | Cardenal Jorge Da Costa                   | 4                | 2011        |
| Mónica Lopera         | María Enríquez de Luna                    | 4                | 2011        |
| Jirí Mádl             | Cardenal Francesco Remolino d'Ilerda      | 4                | 2011        |
| Elisa Mouliaá         | Pantisilea                                | 4                | 2011        |
| Danny Szam            | Michelangelo Buonarroti                   | 4                | 2013        |
| Raimund Wallisch      | Alfonso D'Aragona                         | 3                | 2011        |
| Michael Billington    | Orsino Orsini Migliorati                  | 3                | 2011        |
| Udo Kier              | papa Inocencio VIII                       | 3                | 2011        |
| Jirí Ornest           | Cardenal Ardicino Della Porta             | 3                | 2011        |
| Simón Larvaron        | Carlos VIII de Francia                    | 3                | 2011 - 2013 |
| David Atrakchi        | Capitán Yves D'Allegre Giovanni De Medici | 3                | 2011        |
| Matej Stropnický      | Don Gaspar De Procida                     | 3                | 2011        |
| Jindrich Tillinger    | Don Pedro Luis Borgia Lanzol              | 3                | 2013        |
| Raimund Wallisch      | Alfonso D'Aragona                         | 3                | 2011        |
| Marco Cassini         | Cardenal Pietro Bembo                     | 3                | 2013        |
| Richard McCabe        | Federico I de Nápoles                     | 2                | 2013        |
| Iain Glen             | Girolamo Savonarola                       | 2                | 2013        |
| James Faulkner        | Piero Soderini                            | 2                | 2013        |
| Jamie Oram            | Fernando de Habsburgo                     | 2                | 2011 - 2013 |
| Stéphanie Caillard    | Charlotte de Albret                       | 2                | 2013        |
| Valentina Cervi       | Caterina Sforza-Riaro                     | 2                | 2013        |
| Helena Soubeyrand     | Anne de Bretaña                           | 2                | 2013        |
| Benjamin Gur          | Petronio                                  | 2                | 2011        |
| James Greene          | Cardenal Maffeo Gherardo                  | 2                | 2011        |
| Dan Cade              | Galeotto Sclafenatus                      | 2                | 2011        |
| Frédéric Guignot      | Peron De Basche                           | 2                | 2011        |
| Nacho Aldeguer        | Pedro Calderón                            | 2                | 2011        |
| Ellie Darcey-Alden    | Felice della Rovere                       | 2                | 2013        |
| Rudolf Martin         | Franceschetto Cybo                        | 1                | 2011        |

## Episodios
La primera y segunda temporadas estuvieron conformadas por doce episodios cada una.

## Premios y nominaciones
| Año  | Categoría                                           | Premio            | Nominados (as)                                               | Resultado |
| ---- | --------------------------------------------------- | ----------------- | ------------------------------------------------------------ | --------- |
| 2015 | Best Sound Editing - Music in Short Form Television | Golden Reel Award | Robert Cotnoir                                               | Nominado  |
| 2014 | Best Sound Editing - Short Form Music in Television | Golden Reel Award | Robert Cotnoir, David Menke, Cecile Tournesac y Antoine Roux | Nominados |
| 2012 | Best Actress                                        | New Faces Award   | Isolda Dychauk                                               | Nominada  |

## Producción
La serie fue producida por Producciones Atlantique, una filial de Lagardère Entertainment para el canal de pago francés Canal + en asociación con la EOS Entertainment. Actualmente la serie está siendo filmada en la República Checa. La distribución internacional de la serie está a cargo de Beta Film GmbH.
La serie fue renovada en mayo del 2012 para una segunda temporada la cual se filmó en Praga e Italia en noviembre del mismo año y se estrenó el 18 de marzo de 2013.
En el 2013 se anunció que la serie había sido renovada para una tercera temporada la cual será la última de la serie, contará con 12 episodios, la cual fue estrenada en el 2014.

## Recepción
Su debut en Francia, el lunes 10 de octubre de 2011, consiguió una cuota del 27% de sus abonados, lo que le permitió a la serie convertirse en el mejor estreno de una serie transmitido por la cadena Canal+. En Alemania la serie se estrenó el 17 de octubre del mismo año, siendo la segunda emisión más vista en su franja y consiguiendo una cuota del 18,7%.

## Distribución internacional
La serie ha sido adquirida para su emisión en cerca de 40 países, entre los que se encuentran Italia (SKY Italia), Francia (Canal +), Alemania (ZDF), Austria (ORF), España (Cosmopolitan TV).

### Emisión en otros países
| País           | Cadenas                  | Fecha de Inicio       | Fecha de Finalización |
| -------------- | ------------------------ | --------------------- | --------------------- |
| Alemania       | ZDF                      | 17 de octubre de 2011 | 27 de octubre de 2011 |
| Austria        | ORF 2                    | 13 de octubre de 2011 | 25 de octubre de 2011 |
| España         | Cosmopolitan TV          | 23 de octubre de 2011 | -                     |
| Estados Unidos | Netflix                  | -                     | -                     |
| Francia        | Canal +                  | 10 de octubre de 2011 | -                     |
| Italia         | Sky Italia               | 10 de julio de 2011   | 7 de octubre de 2011  |
| Israel         | yes Drama y yes Drama HD | 22 de octubre de 2011 | -                     |
| Turquía        | Dizi Smart               | 2012                  | 2012                  |